# Île Oupe
L’île Oupe est un îlot de Nouvelle-Calédonie appartenant administrativement à Poum.
Elle se situe à environ 300 m à l'est de l'île Balabio. 